# المپیاد زبان ترکی استانبولی
المپیاد بین‌المللی زبان ترکی مسابقه‌ای است که هر ساله به منظور ترویج زبان ترکی در کشور ترکیه برگزار می‌شود. دانش‌آموزانی که در سراسر دنیا در حال فراگیری زبان ترکی می‌باشند در زمینه‌های قواعد، مهارت‌های گفتاری، انشانویسی، تئاتر، فرهنگ عمومی و غیره با یکدیگر به رقابت می‌پردازند. تعداد کشورهای شرکت‌کننده در این المپیاد از قرار زیر می‌باشد:
- اولین دوره المپیاد بین‌المللی زبان ترکی (۲۰۰۳) – ۱۷ کشور
- دومین دوره المپیاد بین‌المللی زبان ترکی (۲۰۰۴) – ۲۱ کشور
- سومین دوره المپیاد بین‌المللی زبان ترکی (۲۰۰۵) – ۴۲ کشور
- چهارمین دوره المپیاد بین‌المللی زبان ترکی (۲۰۰۶) – ۸۳ کشور
- پنجمین دوره المپیاد بین‌المللی زبان ترکی (۲۰۰۷) – ۱۰۰ کشور
- ششمین دوره المپیاد بین‌المللی زبان ترکی (۲۰۰۸) – ۱۰۸ کشور
- هفتمین دوره المپیاد بین‌المللی زبان ترکی (۲۰۰۹) – ۱۱۵ کشور
- هشتمین دوره المپیاد بین‌المللی زبان ترکی (۲۰۱۰) – ۱۲۰ کشور
- نهمین دوره المپیاد بین‌المللی زبان ترکی (۲۰۱۱) – ۱۳۰ کشور
- دهمین دوره المپیاد بین‌المللی زبان ترکی (۲۰۱۲) – ۱۳۵ کشور
- یازدهمین دوره المپیاد بین‌المللی زبان ترکی (۲۰۱۳) – ۱۴۰ کشور